# Сапарман Содимеджо
Сапарма́н Содиме́джо (индон. Saparman Sodimejo, известен также как «дедушка Го́то» (яв. Mbah Gotho); 31 декабря 1870 — 30 апреля 2017) — неверифицированный долгожитель, то есть долгожитель, чей возраст не был подтверждён международными организациями. Согласно полученным при жизни документам, является одним из самых старых людей, когда-либо живших на Земле. Если бы его возраст был подтверждён, то он бы являлся старейшим живым человеком земли ещё с 13 октября 1983 года (после смерти Эммы Вильсон), и носил бы данный титул более 33 лет.

## Биография
Известно, что в Центральной Яве жители деревни, где всю жизнь провёл Сапарман Содимеджо, считали его героем. Он прославился своими рассказами про войну с японцами и голландскими колонизаторами. «Дедушка Гото» исповедовал христианство.
При жизни ему пришлось похоронить многих членов своей семьи: десятерых братьев и сестёр. Он был женат четыре раза и пережил всех своих жён, последняя из которых умерла в 1988 году. Умерли и все его дети, остались только внуки и правнуки. До конца жизни он чувствовал себя нормально, ел то, что хотел, слушал радио, а телевизор не смотрел из-за ослабевшего зрения. Его 50-летний внук говорил, что дедушка сам мог ходить в близлежащий магазин. На вопрос о секрете своего долголетия Сапарман Содимеджо отвечал просто: «Будь терпеливым. Не будь честолюбивым». Он также говорил: «Я прожил долгую жизнь, потому что за мной ухаживали люди, которые меня любят». Приготовленный внуками в 1992 году надгробный памятник любимому дедушке ждал своей установки четверть века.
Несмотря на то, что учёт рождаемости в Индонезии начался в 1900 году, власти Индонезии в декабре 2016 года официально признали датой рождения Сапармана Содимеджо 31 декабря 1870 года. Ему был выдан паспорт, подтверждающий это событие.
«Дедушка Гото» скончался после непродолжительной болезни 30 апреля 2017 года.

### Критика
Представители книги рекордов Гиннесса не внесли имя Сапрамана Содимеджо в свой список рекордов, поскольку нет независимой стороны, которая могла бы подтвердить такой долгий срок жизни. Эксперт по геронтологии Роберт Янг (англ. Robert Young) назвал в августе 2016 года утверждение о возрасте «дедушки Гото» вымыслом.